# كلية سابير
كلية سابير (بالعبرية: המכללה האקדמית ספיר‏) هي كلية في إسرائيل، تقع في شمال غرب صحراء النقب بالقرب من سديروت. وهي أكبر كلية عامة في إسرائيل، حيث يبلغ عدد الطلاب المسجلين فيها 8000 طالب.  سميت باسم السياسي الإسرائيلي بنحاس سابير.

## تاريخ
أنشأت في عام 1963 كمدرسة مسائية للتعليم العالي للكبار. وأصبحت فيما بعد كلية أكاديمية تابعة لجامعة بن غوريون في النقب. حصل سابير على الاعتماد الأكاديمي المستقل من مجلس التعليم العالي في عام 1998.
تمنح الكلية درجة البكالوريوس في الاتصالات، والسينما والتلفزيون، وأنظمة البرمجيات، والتسويق، والإدارة والسياسة العامة، والإدارة الصناعية، والقانون، وإدارة الموارد البشرية، والدراسات الثقافية، والخدمات اللوجستية، والاقتصاد، والعمل الاجتماعي، بالإضافة إلى درجة البكالوريوس متعددة التخصصات في العلوم. العلوم الإنسانية والاجتماعية. كما تمنح الكلية درجة الماجستير في الآداب في الإدارة والسياسة العامة والدراسات الثقافية. تقدم الكلية أيضًا الدراسة في خمسة مواضيع أخرى (بشهادات تمنحها جامعة بن غوريون في النقب في بئر السبع)، وتوفر التدريب لفنيي الهندسة.
يتم تنظيم العديد من المؤتمرات والفعاليات السنوية في الكلية:
- مؤتمر سديروت للمجتمع هو حدث سنوي يجمع خبراء سياسيين واقتصاديين لمناقشة القضايا والصراعات الاجتماعية ذات الصلة.
- مهرجان الجنوب السينمائي – مهرجان سينمائي دولي ينظمه قسم السينما والتلفزيون.

## أنظر أيضا
- قائمة الجامعات والكليات في إسرائيل

## روابط خارجية
- الموقع الرسمي باللغة العبرية
- الموقع الرسمي باللغة الإنجليزية